# František Šalgovič
František Šalgovič (22. prosince 1906 – 15. července 1984) byl slovenský a československý politik Komunistické strany Slovenska a poúnorový poslanec Národního shromáždění ČSR a Národního shromáždění ČSSR.

## Biografie
Ve volbách roku 1954 byl zvolen za KSS do Národního shromáždění ve volebním obvodu Trnava II. Mandát obhájil za KSČ ve volbách v roce 1960 (nyní již jako poslanec Národního shromáždění ČSSR za Západoslovenský kraj). V parlamentu setrval až do konce funkčního období, tedy do voleb roku 1964.
K roku 1954 se profesně uvádí jako předseda JZD v obci Ružindol.